# Rhôn'Alpes 1
Rhonalp'1 est une ancienne station de radio privée française, émettant sur une seule fréquence (107,7 MHz FM) sur le réseau autoroutier Autoroutes Rhône et Alpes (AREA). Elle a disparu le 23 avril 2007 lors de sa fusion avec Autoroute Info, autre radio autoroutière émettant sur le réseau Autoroutes Paris Rhin Rhône, sur la volonté du groupe Eiffage, nouveau propriétaire des sociétés APRR et AREA. Son studio se situait à Nances, au Centre d'exploitation CESAR d'AREA.

## Ancienne Fréquence
- 107,7 MHz tout au long du parcours sur le réseau AREA